# 1992-es magyar teniszbajnokság
Az 1992-es magyar teniszbajnokság a kilencvenharmadik magyar bajnokság volt. A bajnokságot augusztus 29. és szeptember 6. között rendezték meg Budapesten, az UTE margitszigeti tenisztelepén.

## Eredmények
| Versenyszám  | Arany                                               | Arany | Ezüst                                             | Ezüst | Bronz                                                                                         | Bronz |
| ------------ | --------------------------------------------------- | ----- | ------------------------------------------------- | ----- | --------------------------------------------------------------------------------------------- | ----- |
| Férfi egyéni | Krocskó József Nyíregyházi VSC                      |       | Barátosi Levente Vasas SC                         |       | Nagy Viktor Vasas SCFekete Rudolf Újpesti TE                                                  |       |
| Női egyéni   | Földényi Annamária Vasas SC                         |       | Csapó Zsófia Vasas SC                             |       | Muzamel Ágnes Bp. HonvédZsoldos Mária Újpesti TE                                              |       |
| Férfi páros  | Markovits László, Köves Gábor Vasas SC, Újpesti TE  |       | Nagy Zoltán, Petrovics Szilárd MTK, Pécs VTC      |       | Fekete Rudolf, Krocskó József Újpesti TE, Nyíregyházi VSCKovács Imre, Németh Gábor Újpesti TE |       |
| Női páros    | Kuti Kis Rita, Mandula Petra Balatonboglári SC, KSI |       | Habi Emese, Miskolczi Katalin Bp. Spartacus       |       | Csapó Zsófia, Muzamel Ágnes Vasas SC, Bp. HonvédSaródy Szilvia, Tóth Gabriella MTK            |       |
| Vegyes páros | Markovits László, Földényi Annamária Vasas SC       |       | Füle Zsolt, Miskolczi Katalin ROTE, Bp. Spartacus |       | Hankó Kristóf, Tóth Gabriella MTKNándori Levente, Báthory Barbara Vasas SC                    |       |